# 借方与贷方
借方（英語：debit，简记为）与贷方（英語：credit，简记为）是复式记账法中交易分录时使用的概念，其中借方位于丁字形型账户的左边，贷方位于丁字形型账户的右边。一般而言，资金运用账户的借方与资金来源账户的贷方登记增加数。每笔交易的借方总额与贷方总额必定相等。
一个账户中借方总额与贷方总额的差异为账户余额（balance）。如果账户的借方总额超过贷方总额，则称账户有借方余额。反之，则称账户有贷方余额。对于公司整体而言，借方余额合计数与贷方余额合计数必须相同。